# Kwevri

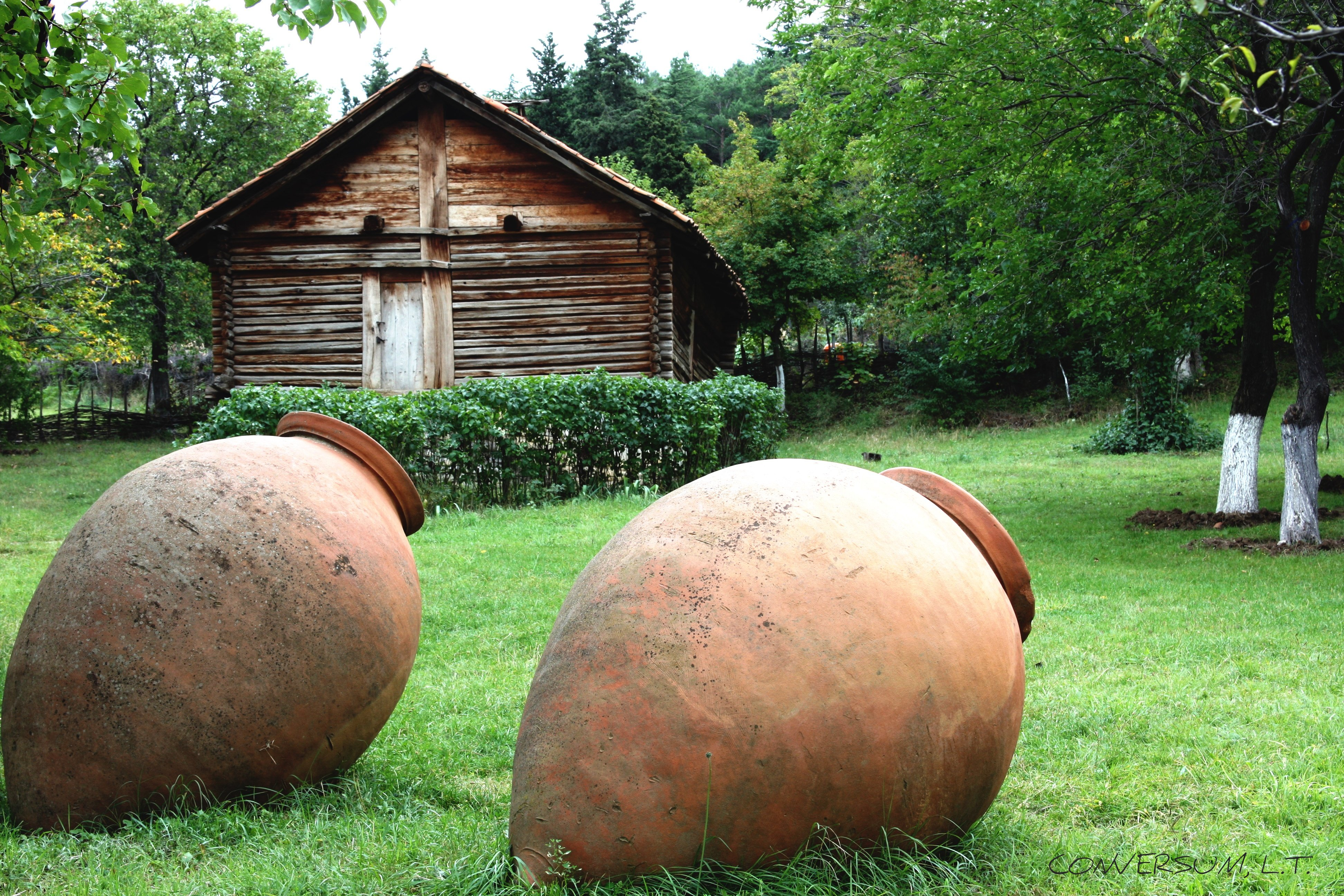
Kwevri fuori terra

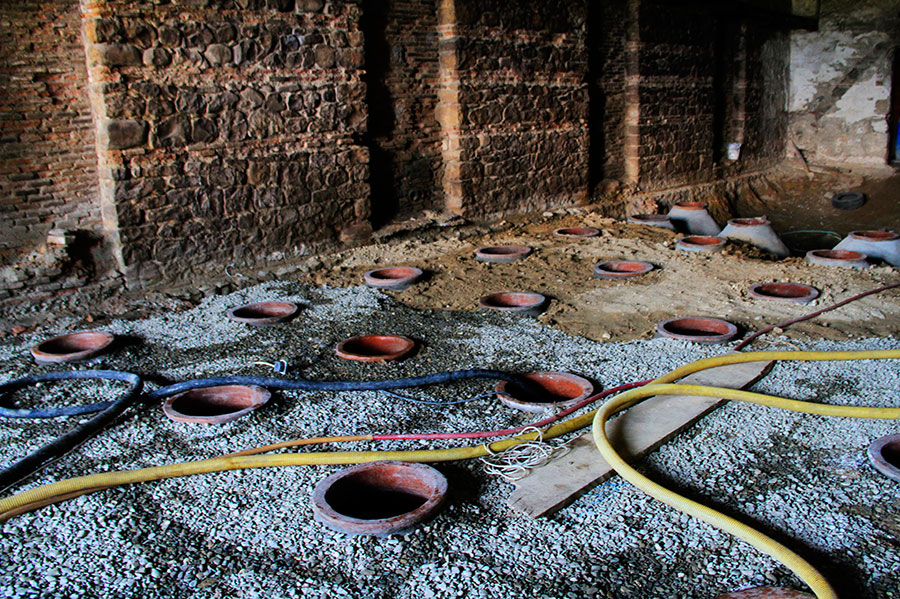
Kwevri interrati per la vinificazione

I kwevri (anche kvevri, qvevri o quevri, in georgiano ქვევრი?) sono contenitori in terracotta utilizzati ancor oggi in Georgia per la fermentazione dei mosti e la vinificazione.

## Utilizzo
I kvevri vengono interrati per sfruttare il controllo termico naturalmente conferito dal terreno; possono essere sede anche di lunghe macerazioni sulle bucce. La loro capacità può variare di molto, ma si aggira in genere attorno agli 800 litri

## Storia
Sono stati usati fin dagli albori della storia della vinificazione nella zona caucasica: secondo H. Johnson alcuni di questi contenitori risalenti al 5000 a.C. sarebbero prova della vinificazione sistematica in quelle terre fin da quel periodo.